# Янок, Исхак Ибрагимович

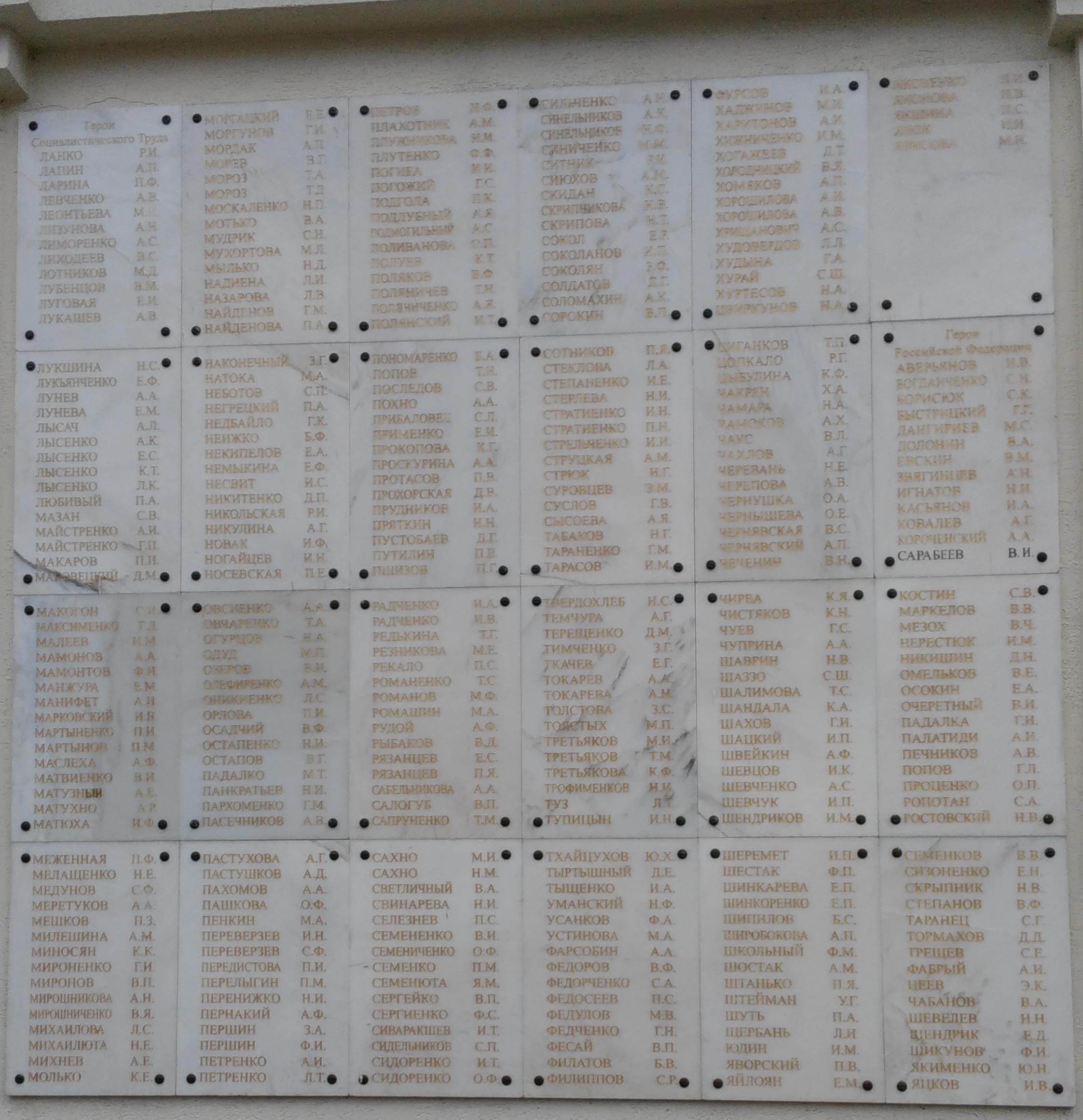
Мемориальная доска с именами Героев Социалистического Труда Кубани и Адыгеи. Краснодар 2017

Исхак Ибрагимович Янок адыг. Яныкъо Исхьакъ Ибрагимэ ыкъу (5 ноября 1927 — 17 марта 2003) — Бригадир колхоза «Октябрь» Теучежского района (ныне — Республики Адыгея) Герой Социалистического Труда (23.06.1966).

## Биография
Родился 05 ноября 1927 года в ауле Тауйхабль Понежукайского района ныне — Республики Адыгея в семье крестьянина. Трудовую жизнь начал в годы Великой Отечественной войны рядовым колхозником. В 1943 году, закончив краткосрочные курсы, стал трактористом. Любознательный парень быстро освоил технику, показывал пример в труде.
В 1946 году девятнадцатилетнего Исхака назначают бригадиром тракторной бригады. Уже тогда молодой механизатор отлично владел всеми машинами, пользовался уважением товарищей. Механизаторы трудились самоотверженно, стали известными в районе.
В послевоенный период бригада Исхака Янока раскорчевала и освоила сотни гектаров закустаренных земель, на которых вот уже свыше трех десятилетий получал высокие и устойчивые урожаи сельскохозяйственных культур. Бригада на деле доказала, что слитые чернозёмы, которые преобладают в хозяйствах Теучежского района, если приложить к ним хозяйскую руку, могут стать также плодородными.
Особенно плодотворно потрудилась бригада в годы седьмой пятилетки. Независимо от климатических условий механизаторы научились выращивать стабильные урожаи. В 1965 году — последнем году пятилетки — с каждого из 740 гектаров озимой пшеницы они получили по 35 центнеров, ста гектаров кукурузы — по 58,8 центнера, 150 гектаров риса — по 51 центнеру.
За успехи, достигнутые в увеличении производства и заготовок пшеницы, риса и других зерновых и кормовых культур и высокопроизводительное использование техники Указом Президиума Верховного Совета СССР от 23 июня 1966 года Исхаку Ибрагимовичу Яноку присвоено звание Героя Социалистического Труда с вручением ордена Ленина и золотой медали «Серп и Молот».
Этим же указом награждён зеньевой колхоза Ленина Якуб Ашинов.
Высокими производственными показателями отмечены и годы восьмой пятилетки. В 1966 году, первом году пятилетки, бригада завоевала звание «Бригады высокой культуры земледелия» и более пятнадцати лет она носила это почётное звание.
В 1967 году к полувековому юбилею Советской власти бригада вырастила достойный урожай. Ей присвоено звание «Коллектива коммунистического труда». Избран депутатом Верховного Совета РСФСР (седьмого созыва).
Хорошо поработал коллектив в девятой и десятой пятилетках. Независимо от климатических условий механизаторы научились ежегодно собирать по 40 и более центнеров зерна, 30—32 центнера подсолнечника с гектара.
Исхак Янок неоднократный участник ВСХВ и Выставки достижений народного хозяйства (ВДНХ), имеет медали и дипломы почёта Выставки. В 1962 году награждён Почётной Грамотой Президиума Верховного Совета РСФСР в связи с 40-летием Адыгейской автономной области и активное участие в хозяйственном и культурном строительстве.
Член КПСС с 1957 года. Он избирался депутатом Верховного Совета РСФСР, членом Краснодарского крайкома КПСС и депутатом краевого Совета народных депутатов. Являлся членом Адыгейского обкома КПСС и депутатом Джиджихабльского сельского, Теучежского районного Советов народных депутатов.
Умер 17 марта 2003 года. Похоронен в а. Тауйхабль Теучежскоом района Республики Адыгея.

## Семья
Жена, пять дочерей и три сына

## Награды
- Золотая медаль «Серп и Молот» (23.06.1966);
- Орден Ленина (23.06.1966).
- Орден Ленина
- Орден Ленина
- Орден Октябрьской Революции
- Орден Почёта (СССР)
- Медаль «За трудовую доблесть»
- Медаль «В ознаменование 100-летия со дня рождения Владимира Ильича Ленина» (6 апреля 1970)

## Память

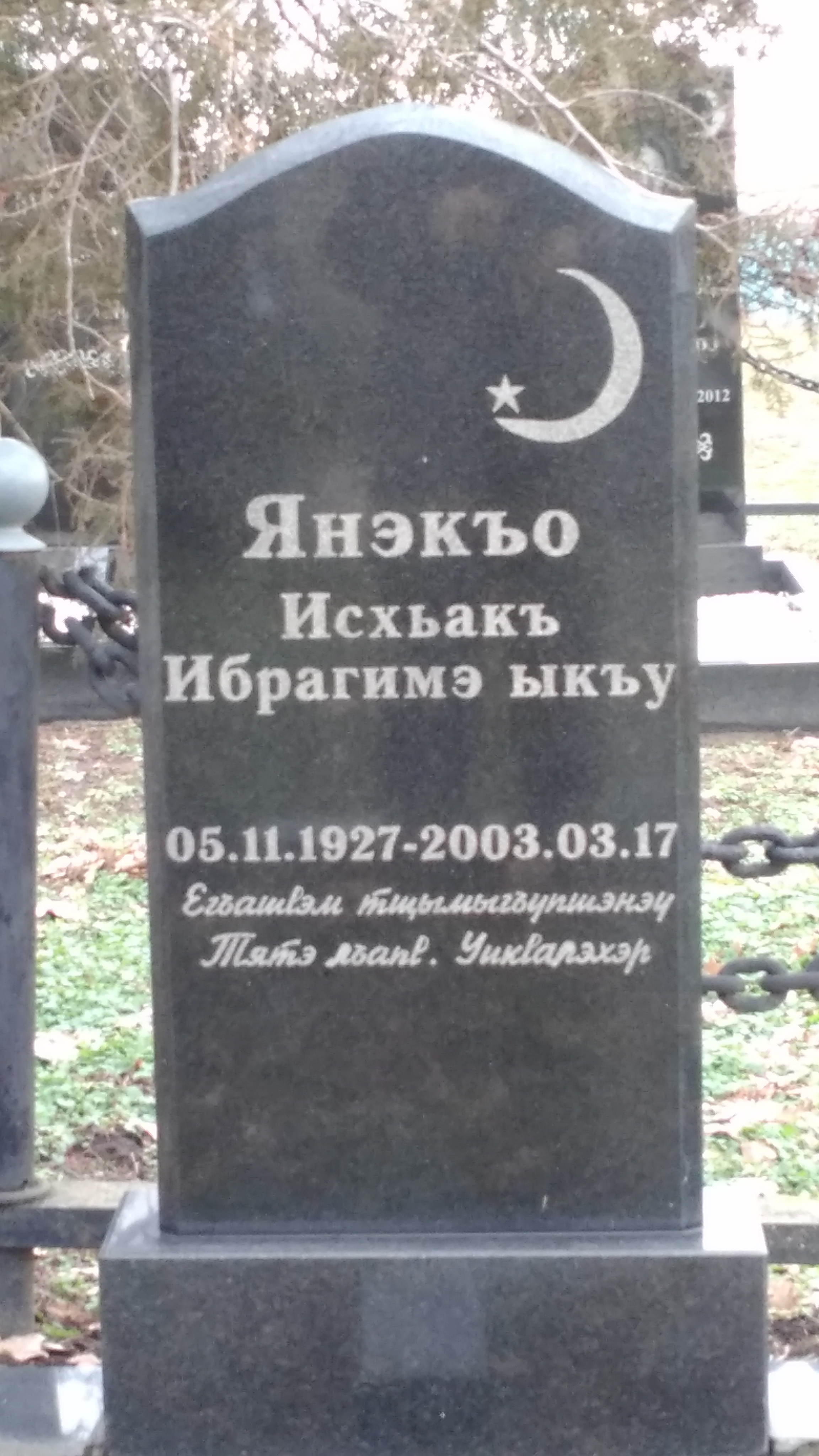
Надгробный памятник на могиле Героя Социалистического Труда Янока И. И..

- На могиле Героя установлен надгробный памятник.
- На школе, где учился Герой установлена мемориальная доска